# Buenaventura Abárzuza Ferrer
Buenaventura Abárzuza Ferrer (La Habana, Cuba, 1843 - Madrid, 13 de abril de 1910) fue un diplomático y político español.

## Biografía
Procedente de una rica familia de armadores y navieros de Cádiz, Buenaventura Abárzuza nació en La Habana, Cuba, en 1843.
Fue designado diputado por el distrito de Alcoy en la circunscripción de Alicante en las elecciones generales de España de 1869, entre 1869 y 1871.
Luego fue embajador en París en 1873, gravitando cerca del poderoso político también gaditano Emilio Castelar, presidente del Poder Ejecutivo durante la Primera República Española. 
En 1882 fue senador por la provincia de Huesca. Miembro del Partido Posibilista, lo abandonó para pasarse a los monárquicos.
Fue ministro de Ultramar (1894-1895) durante la presidencia de Práxedes Mateo Sagasta y promovió una serie de reformas administrativas para atraerse a los cubanos moderados.
En 1898 formó parte de una delegación enviada para negociar el tratado de París, firmado por la Reina viuda Regente de España María Cristina de Habsburgo y Lorena después de la guerra de Cuba, efectivo desde el 10 de diciembre de ese año.
También fue ministro de Estado (1902-1903) durante la presidencia de Francisco Silvela. 
Escribió numerosos artículos en el periódico La Democracia.